# Hymenocardia punctata
Hymenocardia punctata är en emblikaväxtart som beskrevs av Nathaniel Wallich och John Lindley. Hymenocardia punctata ingår i släktet Hymenocardia och familjen emblikaväxter. Inga underarter finns listade i Catalogue of Life.